# Republicanisme irlandès
El republicanisme irlandès (gaèlic: Poblachtánachas, anglès: Irish Republicanism) és una ideologia basada en la defensa d'una república única per a tota Irlanda, amb variacions que van des de l'estat unitari, a la federació o confederació de les quatre províncies històriques de l'illa.
El 1800, els regnes de la Gran Bretanya i Irlanda es van fusionar per crear el Regne Unit de la Gran Bretanya i Irlanda per l'Acta d'Unió. Aquest document posava fi a diversos segles de conquesta anglesa i resistència irlandesa (ambdues nacions ja estaven unides en la persona del rei d'Anglaterra des de 1542). L'aparició del sentiment nacionalista i democràtic a Europa va tenir el seu reflex a Irlanda en l'emergència del moviment republicà, oposat al domini, primer anglès i després britànic, a Irlanda. La discriminació de la qual era objecte la població catòlica, majoritària a l'illa, el menyspreu cap a la cultura nativa i el retard econòmic d'Irlanda respecte a la resta del Regne Unit poden citar-se com els principals factors d'oposició.
Se sol establir habitualment una diferència entre el nacionalisme irlandès en general, i el republicanisme en particular. El terme nacionalisme s'utilitza per designar qualsevol forma del sentiment nacional, incloent-hi les culturals, en termes polítics defineix a una sèrie de tendències partidàries d'una major autonomia (encara que no necessàriament independència) davant de Gran Bretanya, i, en alguns casos, es refereix a moviments secessionistes compromesos amb els mètodes constitucionals. Per contra, el republicanisme s'usa per referir-se a moviments que demanen independència total sota un govern republicà. Se sol associar a moviments disposats a emprar la força física si fos necessari i que, en general, defensen una perspectiva laica i no sectària d'aquest estat independent, enfront del moviment nacionalista, caracteritzat per una forta defensa de la religió catòlica. A partir dels segles xix i xx el republicanisme s'associa també amb tendències polítiques d'esquerres, ja que moltes de les seves figures destacades, com James Connolly, eren persones d'ideologia socialista o marxista.

## Història

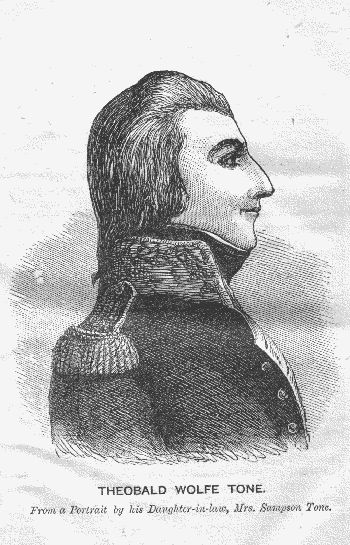
Theobald Wolfe Tone (1763 - 1798)

El republicanisme irlandès va néixer a finals del segle xviii per influència dels moviments revolucionaris de França i Estats Units, que van sacsejar les consciències polítiques arreu del món. El poble irlandès va seguir molt de prop els esdeveniments, ja que com súbdits de la corona britànica, van patir indirectament les conseqüències de la guerra a Amèrica del Nord. Els republicans irlandesos exigien reformes democràtiques, independència de Gran Bretanya i la fi de la discriminació contra els catòlics i els seus representants més destacats van ser el grup conegut com a Society of the United Irishman (Societat dels Irlandesos Units). Recolzats pel règim republicà francès, en 1798 es van revoltar contra el govern britànic. Irònicament, els organitzadors de la revolta van ser protestants liberals com Theobald Wolfe Tone o els mateixos directors de la Society tots ells preconitzaven la unió dels catòlics i protestants com a element essencial en la seva agenda.Posteriorment, encara que alguns destacats protestants van advocar per l'autonomia o la independència d'Irlanda, com ara com Roger Casement o Charles Stewart Parnell, el moviment independentista va ser gradualment quedant en mans dels catòlics. Gradualment a més es va anar entroncant aquest moviment amb la reivindicació de les arrels gaèliques de la cultura irlandesa.
El fracàs de 1798 va portar com a conseqüència l'Acta d'Unió de 1800, i un major rigor davant moviments independentistes posteriors. A la revolta de 1798 li van seguir altres revoltes: la de Robert Emmet de 1803, l'encapçalada pel moviment de la " Jove Irlanda "en 1848 i les protagonitzades per la Germandat Feniana en 1865 i 1867. Totes elles van ser sufocades de manera contundent.

## L'alçament de Pasqua de 1916 i la Guerra de la Independència

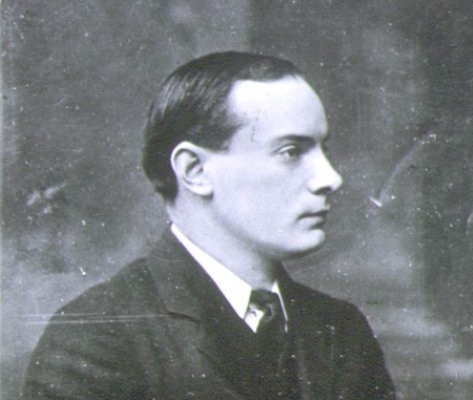
Patrick Pearse (1879-1916).

En 1916, diversos grups republicans van organitzar l'Alçament de Pasqua a Dublín (24 - 30 abril). L'alçament va ser esclafat després de només sis dies de combats, amb 82 republicans i 157 militars i policies morts, i setze republicans executats, entre ells Patrick Pearse de la Germandat Republicana Irlandesa i James Connolly de l'Exèrcit Ciutadà Irlandès. En els disturbis van morir igualment dos-cents civils.
L'exagerada resposta del govern britànic va acabar suscitant la simpatia del poble irlandès cap a la causa rebel, el que va acabar provocant l'esclat de la Guerra angloirlandesa entre 1919 - 1922, en què l'ús de tàctiques de guerrilla per part de l'Exèrcit Republicà Irlandès (comandat per Michael Collins i Richard Mulcahy) va aconseguir derrotar a les tropes d'ocupació britànica, la Reial Policia Irlandesa i els grups paramilitars enviats per Londres (els Black and Tans i la Divisió auxiliar o Auxies). Les accions militars dels britànics contra civils i presoners de guerra van augmentar encara més el suport popular cap als republicans irlandesos, que s'autodenominaven llavors Óglaigh na hÉireann (Voluntaris Irlandesos), tot i que serien més coneguts com a Irish Republican Army (IRA; Exèrcit Republicà Irlandès). Les tropes britàniques van arribar a incendiar Cork el 1920 i van matar a trenta persones, totes elles civils innocents, en el conegut com Diumenge Sagnant de 1920, el 21 de novembre d'aquell any.
Finalment, en 1921 el govern britànic de David Lloyd George va signar el Tractat Angloirlandès amb Collins, Arthur Griffith, i altres líders de l'IRA, que va donar lloc a la creació de la primera entitat independent a l'illa en diversos segles.

## La nova era: Els republicans i l'Estat Lliure
El tractat va suscitar controvèrsies entre els republicans irlandesos. Els seus defensors, com Collins i Griffith, afirmaven aquest era la millor solució possible en aquell moment. Però significava la partició de l'illa; 26 comtats passarien a formar part del nou Estat Lliure Irlandès, i els sis restants romandrien sota domini britànic, formant Irlanda del Nord. No obstant això, el punt que més polèmica va provocar va ser la creació de l'Estat Lliure Irlandès com un domini, regit nominalment pel monarca del Regne Unit, Jordi V i dins del marc de l'Imperi Britànic. A més, tres ports marítims quedarien sota control britànic per mantenir l'avantatge estratègic de la Marina Reial Britànica. Per a molts republicans acceptar dependre del Regne Unit, encara que fos de manera simbòlica, era una traïció als ideals republicans d'una Irlanda lliure i sobirana.
En la votació del Dáil Éireann el tractat es va ratificar per 64 vots a favor, i 57 en contra. Els partidaris creien que el Tractat significava un punt de partida cap a una República independent. El president de la República Irlandesa, Eamon de Valera, contrari al tractat, va abandonar el Dáil amb la resta de l'oposició. L'IRA es va escindir entre els partidaris i detractors del tractat. El sector de l'IRA que va donar suport al Tractat acabaria convertint-se en la base de l'Exèrcit de l'Estat Lliure Irlandès. Això no obstant, l'Acta de govern de 1920 ja havia dividit Irlanda en dos, amb sis comtats a Irlanda del Nord, i 26 a Irlanda del Sud, entitat provisional que va existir des del 3 de maig de 1921 fins al 6 de setembre de 1922; així, l'únic canvi va ser en l'estructura de l'estat existent.
.

L'estendard oficial del Senyor Tinent d'Irlanda. Sota l'Acta de Govern el lloc encara va existir, ja que en l'Estat Lliure Irlandès ja havia estat abolit. Irlanda del Nord va continuar tenint un governador fins a 1973

Finalment, va esclatar una guerra civil entre pro i anti-tractadistes. En total, van morir gairebé 4.000 soldats, a més de nombroses baixes civils. La guerra va acabar amb la derrota final dels anti-tractadistes, i en ella van morir algunes de les més destacades figures de tots dos bàndols, inclòs el mateix Collins en una emboscada. i el líder rebel Liam Lynch. El seu successor, Frank Aiken, va ordenar l'alto el foc el 24 maig, encara que diversos grups de l'IRA Antitractat seguirien lluitant durant diversos mesos, tot i l'amnistia concedida pel govern de l'Estat Lliure el 8 de novembre de 1924. La guerra havia acabat, però les seves ferides trigarien a cicatritzar. Els antitractadistes es van agrupar al voltant de la figura d'Eamon de Valera, mentre que els partidaris del tractat estarien representats per William T. Cosgrave.

## De Valera i el republicanisme gradual

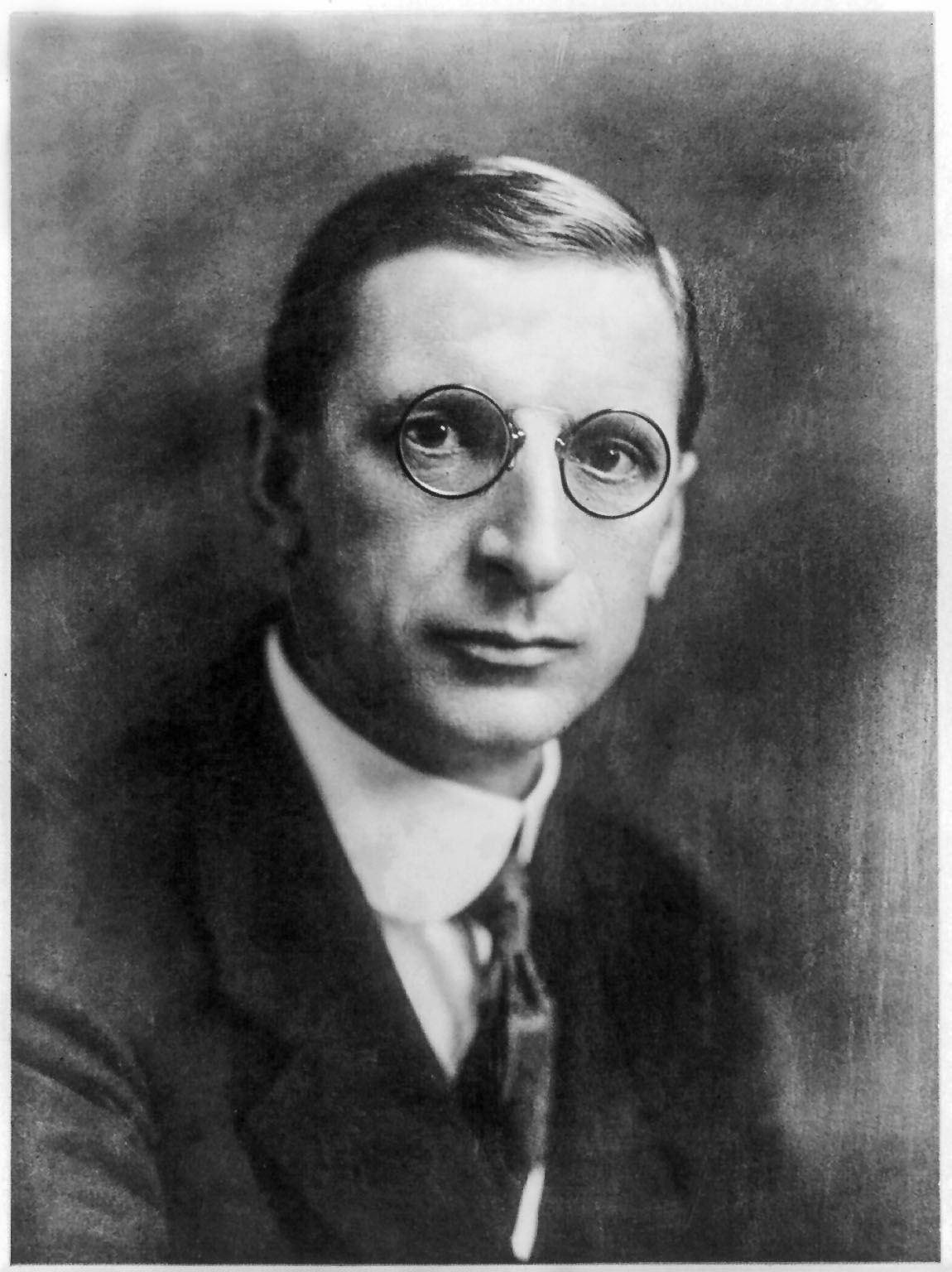
Eamon de Valera (1882-1975)

Eamon de Valera va convèncer a la major part dels contraris al tractat, emmarcats en el Sinn Féin, de participar en la política del nou estat, i en 1926 van formar el Fianna Fáil, el partit republicà clàssic d'Irlanda, que ha sobreviscut fins a l'actualitat. En 1927 ja va aconseguir representació al Dail i els seus diputats van jurar la bandera de l'estat lliure. El Fianna Fáil va guanyar les eleccions en 1932 i de Valera va ser nomenat President del Consell Executiu de l'Estat Lliure. Des del seu nou lloc, va començar un llarg procés per transformar Irlanda en una República Constitucional.
En 1937, De Valera va redactar una nova Constitució, en la qual es reivindicava la jurisdicció sobre tota l'illa i es reduïen encara més les funcions del monarca britànic, deixant-li únicament representació diplomàtica en política exterior (es pensa que per consideració cap als unionistes). Aquest document ja es referia a Irlanda com una república, encara que estava dins de la Commonwealth i seguia conservant el seu estatus de "Domini". Aquesta reclamació de jurisdicció va, el que va provocar una guerra comercial que va causar quantioses pèrdues a l'economia irlandesa, encara molt dependent del poder comercial britànic.
La guerra va concloure amb l'Acord de Comerç Anglo Irlandès de 1938, que regulava les relacions comercials entre ambdós països i la devolució dels ports controlats pel Regne Unit segons el Tractat Anglo-Irlandès. A partir de 1938, les relacions entre Irlanda i Gran Bretanya es van fer menys ambivalents; De Valera va ordenar contenir els atemptats de l'IRA contra Irlanda del Nord, tractant d'evitar una guerra fronterera al nord. Irlanda es va mantenir neutral durant la Segona Guerra Mundial. Fins a 1949, va tenir l'estatus d'un domini britànic, tal com Canadà, Austràlia, Terranova i Labrador, Sud-àfrica i Nova Zelanda.

### Alternatives del republicanisme a l'Estat Lliure
Els opositors a De Valera, dirigits per figures com William T. Cosgrave i Eoin O'Duffy, van tractar de mantenir relacions cordials amb el govern britànic per afavorir el desenvolupament d'Irlanda. O'Duffy va formar el grup filofeixista Associació de Camarades de l'Exèrcit (ACA) en 1932, més conegut com els Camises Blaus. L'ACA fou un experiment breu, però el 1933, O'Duffy va formar el Fine Gael (en català: Família dels irlandesos), el segon partit d'Irlanda per darrere del Fianna Fáil. El Fine Gael va mantenir posicions més moderades pel que fa a les relacions exteriors amb l'Imperi Britànic, i s'identifica fins avui com el successor del republicanisme pro-tractat de Michael Collins.

## A la República d'Irlanda

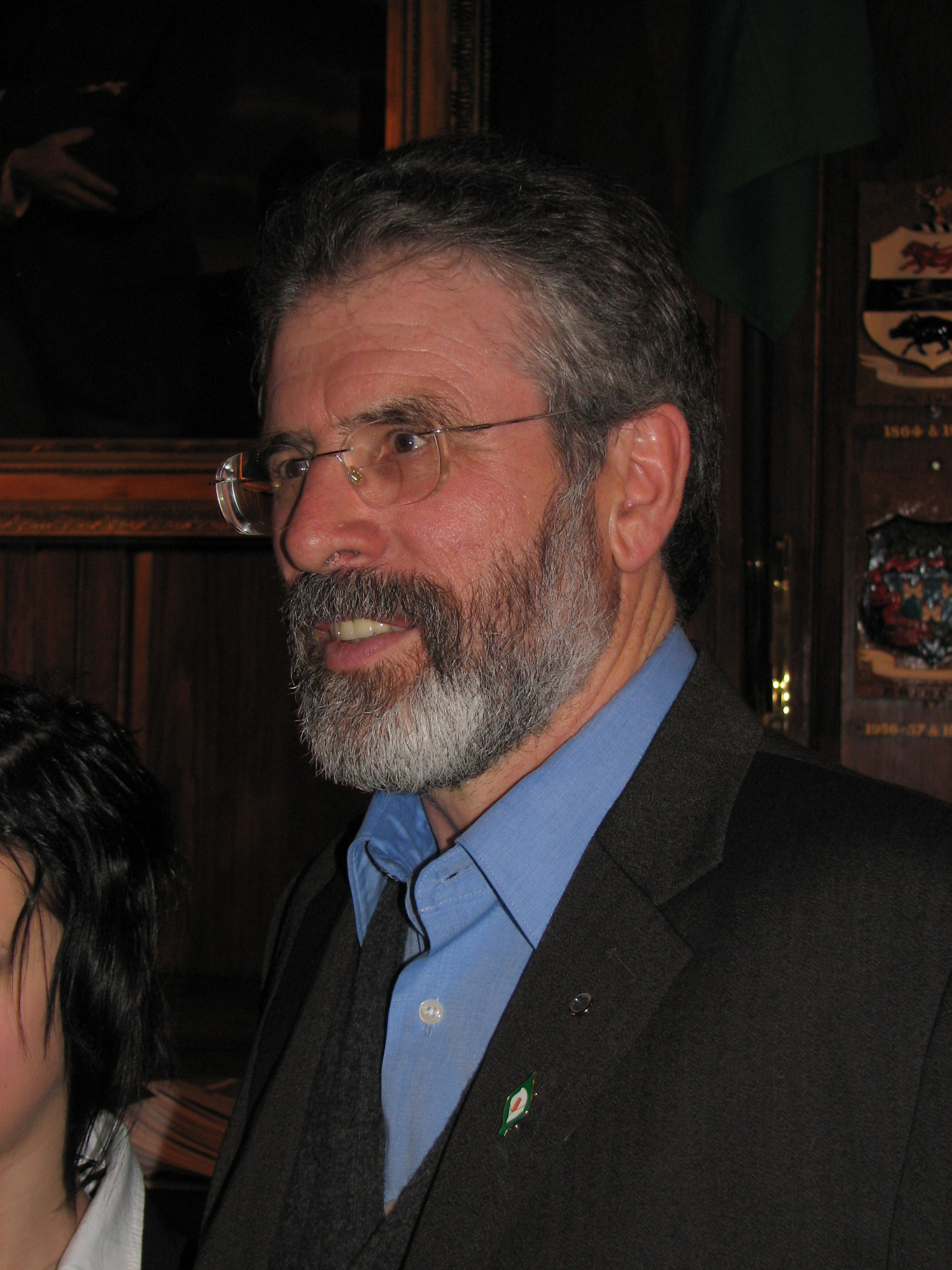
Gerry Adams, líder del Sinn Féin (partit republicà pròxim a l'IRA Provisional) en la data de l'Acord de Divendres Sant.

El 1948 el Dáil va aprovar l'Acta de la República d'Irlanda, per la qual van quedar abolits qualsevol lligam encara que hi ha entre Irlanda i el Regne Unit, i la Commonwealth, incloent el paper del Rei. L'acta va entrar en vigor el 18 d'abril de 1949, en 1955 Irlanda va ser acceptada a l'ONU i en 1973 a la Comunitat Econòmica Europea.
Tot i que els partidaris de De Valera van veure la proclamació de la República com un gest de patriotisme i un desafiament a antics amos, l'Imperi Britànic estava procedint a liquidar les seves possessions, de manera que la declaració d'Irlanda no va provocar reaccions importants en el Regne Unit, per bé que si es va produir un enduriment de les posicions unionistes a l'Ulster davant el temor que aquesta proclamació pogués generar disturbis i canvis també per a Irlanda del Nord.
Des de la dècada dels 60 fins a finals del s. XX va tenir lloc a Irlanda del Nord el conflicte conegut com els Troubles, continuació del problema de les relacions de l'illa amb Gran Bretanya. Durant aquesta època la defensa d'una república unida per tot Irlanda es va veure barrejada amb el terrorisme, l'IRA (en les seves diverses manifestacions) i els grups paramilitars lleialistes oposats van provocar una xifra propera als 3.500 morts. L'Acord de Divendres Sant de 1998 va posar fi en principi a aquest conflicte.

## Actuals partits polítics republicans
- Fianna Fáil (en català, Soldats del Destí) - Nascut de la ruptura del Sinn Féin original entre partidaris i detractors del Tractat Angloirlandès el 1926. Recentment s'ha permès l'afiliació a residents d'Irlanda del Nord i s'estudia la possibilitat d'establir el partit en els 32 comtats,[17] bé mitjançant la creació d'un nou partit a Irlanda del Nord, bé mitjançant l'associació amb algun dels ja existents allà (el candidat més probable seria el Partit Socialdemòcrata i Laborista).[18]

- Fine Gael (en català, Família dels irlandesos) - "El partit de la Irlanda Unida", és una organització nacionalista amb arrels en la facció pro-tractat de 1922, i com la resta de la Dáil va recolzar l'Acord de Divendres Sant de 1998.

- Sinn Féin (en català, Nosaltres mateixos) és el major partit republicà d'Irlanda del Nord; va estar molt vinculat a l'IRA Provisional durant l'època dels Troubles, i justificava l'ús de la violència. La política del SF és la de la línia dura del republicanisme, influïda per principis socialistes en qüestions econòmiques. Els seus líders són Gerry Adams i Martin McGuinness, i té bases tant a la República com en el nord. Sinn Féin va ser el nom de diverses entitats des 1905, i la versió actual té les seves arrels en la ruptura de 1969 entre les faccions oficialista i provisionals de l'IRA i Sinn Féin, i fins als anys vuitanta del segle XX va ser conegut com a Sinn Féin Provisional (PSF). En 1986, va invertir la seva política d'abstencionisme de la Dáil irlandesa, i en la primera dècada del segle xxi es va convertir en el partit nacionalista dominant en l'Assemblea d'Irlanda del Nord (27 seients), quatre seients en la Dáil i cinc en el Parlament del Regne Unit, que s'absté d'ocupar. La política de l'abstencionisme va ser un dels pilars de Sinn Féin des del Tractat Angloirlandès, com a expressió del seu rebuig als governs d'Irlanda i el Regne Unit.

- Partit dels Treballadors d'Irlanda (en anglès: Workers Party of Ireland, WPI, en irlandès Páirtí na nOibrithe) - successor de la branca oficialista de Sinn Féin, fundat el 1969. El WPI és un grup socialista radical i marxista. L'IRA Oficial (OIRA) va ser el seu braç armat, encara que no ha estat actiu des dels anys 1980. L'OIRA va signar un alt del foc amb el govern nord-irlandès en 1972, i va donar suport als acords de Divendres Sant.. El 1977, el Sinn Féin Oficial va canviar el seu nom a Sinn Féin - The Workers 'Party, i en 1982 van abandonar el nom de Sinn Féin. Segons el WPI, el conflicte a Irlanda del Nord és una lluita de classes, i el sectarisme és una tàctica imperialista per explotar les divisions en la classe obrera. En 1992, durant la caiguda de la Unió Soviètica, la major part del WPI va abandonar el moviment i va formar Democratic Left (ara dins el Partit Laborista).[19] Des de llavors, el WPI ha quedat relegat a un paper menor tant al nord com a la República. Com el Fianna Fáil, el Fine Gael i el Sinn Féin, va recolzar l'Acord de Divendres Sant de 1998.

- Sinn Féin Republicà (en anglès, Republican Sinn Féin, RSF, en irlandès: Sinn Féin Phoblachtach), partit creat el 1986 de caràcter abstencionista en tots els parlaments (nord-irlandès, britànic, i irlandès), als quals considera il·legítims. Els fundadors de RSF van ser membres de l'IRA Provisional i del Sinn Féin Provisional, però els van abandonar quan van decidir trencar les polítiques abstencionistes.[20] RSF està vinculat a l'IRA de la Continuïtat (CIRA), però ni el CIRA és la seva branca militar, ni l'RSF és la branca política del CIRA. Encara que l'RSF no dona suport explícitament a la lluita armada, no reconeix, tanmateix, el procés de pau a Irlanda del Nord. El CIRA continua actiu a Irlanda del Nord, per la qual cosa l'RSF és considerat simpatitzant de la lluita armada. Arxivat 2007-04-05 a Wayback Machine.

- Irish Republican Socialist Party (en català,Partit Socialista Republicà Irlandès, PSRI) és un partit filial radical del Sinn Féin Oficial i l'IRA Oficial. Fundat el 1974 per Seamus Costello, el PSRI rep el nom del Partit Socialista Republicà Irlandès de James Connolly. Costello i els seus seguidors es van oposar l'alto el foc declarat pel cap d'estat major de l'IRA Cathal Goulding el 1972, i després d'abandonar l'OIRA el 1974 van formar el PSRI amb la seva branca militar INLA, que segueix actiu a Irlanda del Nord, però sota la política de «no first strike» (no provocar violència, però sí respondre a atacs contra ella).